# 国立アフリカ系アメリカ人歴史文化博物館
国立アフリカ系アメリカ人歴史文化博物館（National Museum of African American History and Culture、以下NMAAHC）は、「アフリカ系アメリカ人のレンズ越しに」というスローガンの下、2016年9月24日バラク・オバマ アメリカ合衆国大統領による式典でオープンした、スミソニアン博物館群で最も新しい19番目の博物館である。

## 概要
開館初年度には、4番目に訪問者の多いスミソニアン博物館としてランク付けされた。 ワシントンD.C.にある

## コレクションと展示物
2007年、NMAAHCは建物が完成する前に、あらかじめウェブ上にオープンする初めての主要な博物館となった。同博物館のウェブサイトにはニューヨーク市で行われた最初の博物館展示も含められた。上記のウェブサイトの設計に当たっては、研究者と公衆の協力を促進することも目的とされた。主要なウェブベースの活動は、メモリ・ブック・アプリケーションで、これは、個人がウェブサイトに、写真、ストーリー、オーディオ・アプリケーションなどを投稿し、アフリカ系アメリカ人の文化のユニークな経験にスポットライトを当てられるようにしたものである。
スミソニアン協会は2012年に博物館収蔵品の数を18,000点以上、または25,000点以上とした。CBSニュースは2015年5月に収蔵品の規模が33,000点に増加したと報じた。しかし2019年5月までには40,000点以上にまで増加。このうちおよそ3,500点が一般に向けて展示されている。
博物館が最初に得た収蔵品はメリーランド州スーツランドのスミソニアン協会サポートセンターで受け取られ、保存、保管された。
収蔵品に触れることができる多数の常任学芸員と臨時の契約業者が、それらを修理し、温度と湿度が制御された環境で保存したが、この取り組みを監督したのはNMAAHCのコレクション責任者であるルネ・アンダーソンであった。展示するコレクションを選んだ後、各展示品に付随する図表とラベルが製造された。また各アイテムの展示ケースも購入され、特に壊れやすく、重要で、滅多にない大きさの収蔵品には特別に設計されたケースや手作りの展示台が作成された。博物館の関係者は、2016年の夏、全ての収蔵品と展示物は、博物館の175人の正規職員とともに新しい博物館へ移動されると述べた。
2016年11月、NBA選手のレブロン・ジェームズは、ボクサーのモハメド・アリの業績に関する博物館の展示を支援するために250万ドルを寄付した。

## 設立の理念
設立にあたっての展示方針は、NMAAHCの基本理念を表す標語「アフリカ系のレンズ越し」に沿うもので、アフリカ系アメリカ人の視点から国家の歩みを振り返ることを通じ、白人主流派を軸に語られてきたアメリカの歴史を再構築することである。
また、展示、プログラムから「新たな人種統合」に向けた挑戦の実態を明らかにすることを目的としている。
NMAAHCは、スミソニアン博物館群としては、国立アメリカ・インディアン博物館に次ぐエスニック博物館であり、アフリカ系アメリカ人の歴史、生活、文化の記録に専念している唯一の国立博物館である。　